# Isabelle Chassot
Isabelle Chassot (Morges, 28 maart 1965) is een Zwitserse advocate en politica voor Het Centrum uit het kanton Fribourg.

## Biografie
Isabelle Chassot studeerde rechten en werd later advocate. Van 1992 tot 2001 was ze lid van de Grote Raad van Fribourg. Van 2002 tot 2013 was ze vervolgens lid van de Staatsraad van Fribourg, waarbinnen ze bevoegd was voor Openbaar Onderwijs, Cultuur en Sport. Sinds 29 november 2021 is ze lid van de Kantonsraad, als opvolger van Christian Levrat (SP/PS).